# Dom Żeglarzy w Gdańsku
Dom Żeglarzy w Gdańsku – manierystyczna kamienica w Gdańsku, przy ul. św. Ducha 109.

## Historia
Kamienicę zbudowano w 1603 roku na miejscu dawnej siedziby gildii szyprów, czemu obiekt zawdzięcza obecną nazwę. W 1845 budynek został siedzibą Domu Rzemiosła. Przed 1945 w kamienicy mieściła się restauracja. Od 1972 roku obiekt figuruje w rejestrze zabytków.